# Andrzej Frycz Modrzewski
Andrzej Frycz Modrzewski (Andreas Fricius Modrevius) armoiries Jastrzębiec, né le 20 septembre 1503 et mort en 1572 à Wolbórz est un éminent écrivain politique humaniste et théologien polonais de la Renaissance, secrétaire du roi de Pologne Zygmunt August Ier.

## Biographie
Andrzej Frycz Modrzewski naît dans une famille de petite noblesse provinciale de Cujavie. Son père occupe la charge héréditaire de maire de Wolbórz (avec fonctions économiques et judiciaires). Modrzewski y fréquente une école paroissiale jusqu'en 1514. En 1517, il entre à l'université Jagellonne de Cracovie, alors sous le rectorat de l'historien et géographe Maciej de Miechów qui encourage les courants humanistes. 
Modrzewski reçoit les ordres mineurs et, en 1523, il entre à la chancellerie de l'évêque de Gniezno, Jan Łaski, primat de Pologne et chancelier de Pologne, sans doute l'homme le plus influent du pays. Il devient le familier les neveux du primat, dont Jan Laski, dit «le Réformateur». En 1525, Modrzewski est nommé secrétaire de l'évêque de Poznań, Jan Latalski (pl). 
En 1531, Modrzewski continue ses études à l'université de Wittemberg où il se familiarise avec les idées de la Reforme. Elles influencent fortement sa pensée. Il perfectionne sa connaissance du grec auprès de Philippe Mélanchthon qui le prend en amitié et chez lequel il habite. Mais les idées théologiques des luthériens n'auront pas de prise sur lui. À la mort d'Érasme de Rotterdam, Modrzewski se rend à Bâle pour prendre possession de sa bibliothèque et la rapporter en Pologne. Jan Laski le Réformateur avait, en effet, acheté à Érasme ses livres en lui en laissant l'usufruit jusqu'à sa mort. Modrzewski voyage ensuite en Europe où il assiste à la formation de la ligue protestante. 
De retour en Pologne en 1540, il reçoit la cure de Brzeziny mais s'installe à Cracovie pour écrire. Il fréquente alors le cercle formé d'esprits intéressés par la Réforme. À l'exception de Stanisław Orzechowski, ces amis lui resteront fidèles jusqu'à sa mort malgré les divergences confessionnelles.
Dans son premier traité Łaski, czyli o karze za mężobójstwo (Les pardons ou sur une punition pour homicide, 1543), Andrzej Frycz Modrzewski exige l'égalité de tous les citoyens devant la loi et demande le même châtiment pour meurtre pour les nobles et les plébéiens. Dans son traité suivant, il critique la restriction de droits fonciers des bourgeois et demande leur participation dans les institutions politiques nationales.
Malgré les polémiques provoquées par ces ouvrages, Modrzewski sera, en 1551, nommé secrétaire de l'ambassade polonaise auprès du concile de Trente. A cette occasion, il entre en conflit avec l'évêque romaniste Stanisław Hozjusz car il propose qu'une délégation laïque, en plus du clergé, soit envoyée au concile de Trente. 
Il est accusé d'apostasie par les catholiques romains, mais ceci ne l'empêcha de devenir en 1547 secrétaire secrétaire à la chancellerie royale de Zygmunt II. Il fait alors partie de trois missions diplomatiques majeures auprès de Charles Quint (1547), Albert de Prusse (1548) et Ferdinand (1549).

## Œuvre
Son œuvre la plus célèbre ainsi que l'ouvrage polonais le plus connu hors frontières, au XVIe siècle, qui fait même dédier par Ronsard un sonnet « au grand Osie », est le traité politique De Republica emendanda (Sur la réforme de la République, 1551). 
Modrzewski y présente des idées égalitaires, en particulier dans le chapitre consacrés aux droits. Il crée sa propre vision du pouvoir central et critique fortement l'Église catholique. Pour cette raison, son travail est placé en 1559 sur l'index des livres interdits. 
En 1553, à la mort de son père, Modrzewski lui succède dans sa charge héréditaire de bailli de Wolbórz. Mais ce poste lui a est retiré en 1569 en raison d'une violation des vœux de sacerdoce (il se marie) et surtout sa critique de l'Eglise.
Il décède trois ans plus tard.

## Citations
- « Sans lois il ne peut y avoir de vraie liberté. » (bez praw nie może być prawdziwej wolności)
- « Le paysan n'est pas ton esclave, c'est ton voisin. »